# Rotrou III de Perche
Rotrou III de Perche (abans de 1080 - † 20 de gener/6 de maig de 1144), de vegades conegut amb l'epítet de "el Gran", fou un noble normand, comte de Perche i de Mortagne des del 1099. Era fill de Geoffrey II, comte de Perche, i de Beatriu de Ramerupt, filla d'Hilduí IV, comte de Montfidier. Fou famós com a croat i participant en la Reconquesta de Castella, arribant a governar la ciutat de Tudela del 1123 al 1131. És generalment considerat l'introductor dels cavalls àrabs a Perche. Amb la seva fundació el 1122 d'un monestir a La Trappe en memòria de la seva dona, Matilda, filla d'Enric I d'Anglaterra, va assentar les fundacions dels trapencs.

## Primera Croada
Rotrou participà en la Primera Croada, viatjant amb l'exèrcit del duc de Normandia, Robert II. Els motius de Rotrou foren probablement familiars, atès la seva pertinença a la noblesa anglonormanda com a comte de Perche, marca fronterera del sud de Normandia. Una germana seva es casà amb Ramon IV de Tolosa. La seva mare, Beatriu, era germana d'Ebles II de Roucy, qui havia realitzat una campanya a Castella el 1073, i Felícia de Roucy, dona de Sanç I d'Aragó i Pamplona, que també es veié immers en diversos conflictes croats. Tampoc no es pot descartar que tingués una motivació religiosa.
Segons la Cançó d'Antioquia, Rotrou estigué a les ordres de Bohemon I durant el Setge d'Antioquia i fou un dels primers a passar els seus murs amb escales el 3 de juny de 1098. Quan els croats s'enfrontaren a una força de suport seljúcida dues setmanes després a batalla, Rotrou fou un dels comandants del front. Acomplí el seu vot i arribà a Jerusalem. La Cançó d'Antioquia també menciona Rotrou lluitant en la batalla de Nicea.
el 1107, Rotrou construí un castell en un terreny parcialment d'alou i parcialment del terreny d'Hug II de Jaffa, desafiant els drets d'Hug a la propietat. Com Urb`II havia pres les "cases, famílies i tots els béns dels croats sota la protecció de Sant Pere i l'Església Romana", i tant Hug com Rotrou eren veterans de la Primera Croada, la disputa era ben complexa. El bisbe i advocat Iu de Chartres no ho pogué resoldre, en implicar un judici per combat que l'Església no podia presidir, i ho remeté al tribunal del comtat de Blois. Allà Hug perdé, i fou capturat pels homes de Rotrou. El papa regnant, Pasqual II, que es trobava a Chartres a l'abril, envià el cas a Iu, qui es queixà en una carta que atès que "aquesta llei de l'Església que protegeix els béns dels cavallers que van a Jerusalem era nova... No sabien si la protecció s'aplicava només a llurs propietats o també a llurs fortificacions". Rotrou negà que el cas tingués res a veure amb la nova llei.

## Política normanda
Durant l'absència de Rotrou morí el seu pare, Geoffrey de Mortagne, el 1099. El primer diumenge després de tornar a França, Rotrou visità el monestir de Nogent-le-Rotrou, fundat per la seva família i on havien enterrat el seu pare. Allà demanà convertir-se en confrater (germà) de l'Abadia de Cluny, casa mare de Nogent, i per mostrar la seva sinceritat i provar el compliment del seu jurament croat col·locà a l'altar una carta que confirmava les donacions dels seus predecessors a l'abadia i el palmell que portà des de Jerusalem.
El càrrec de Rotrou al ducat de Normandia era el de defensor de la frontera amb l'Illa de França. Estava probablement destacat per la seva participació en la Primera Croada. Mentre que el seu pare només ostentà el títol de vescomte, Rotrou normalment emprà el de comte. Al a guerra entre Enric I d'Anglaterra i Robert Curthose, Rotrou donà suport al rei anglès i fou una figura important en la seva administració ducal després de la captura de Robert a la batalla de Tinchebray el 1106. Rotrou fou un vassall directe d'Enric I, on tingué feus iure uxoris en nom de la seva dona, la filla del rei, Matilda. No estigué sovint a Anglaterra, però segons les fonts estigué molt unit a la seva dona.

## Reconquesta

### Participació inicial
Rotrou participà per primera vegada a la Reconquesta durant la primera dècada del segle xii. Lluità segons les fonts juntament amb un grup de normands al servei del seu cosí matern Alfons el Bataller, rei d'Aragó i Navarra, fins que l'aragonès conspirà contra ells i tornaren a casa. S'ha especulat que aquesta història fos inventada per desacreditar Alfons pels cluniacenses, aliat del rival d'Alfons, Alfons VI de Lleó. És més probable que el grup aconseguís ser una mica útil o àdhuc no arribés a combatre contra els musulmans atesa la protecció a canvi de pàries entre Alfons el Ballester i l'Emirat de Saraqusta durant aquell temps. En tal cas, l'expedició podria haver estat en desbandada. Potser la "conspiració aragonesa" fos un rumor entre els normands que tornaven descontents.
Després de morir la seva dona, el seu fill gran i dos dels seus nebots en l'enfonsament de la Nau Blanca el 1120, Rotrou tornà a Espanya. Potser fou un acte de penitència o potser una manifestació pública de dol, atès que la seva dona era filla del rei anglès que també hi perdé el seu hereter, Guillem Adelin, a la catàstrofe. Segons les Cròniques dels reis d'Aragó e comtes de Barcelona, Rotrou participà en les conquestes de Saragossa el 1118 i de Tudela el 1119, però aquestes cròniques han estat titllades d'apòcrifes. Molts barons francesos es poden confirmar en l'expedició contra Saragossa als Annals de la Corona d'Aragó (que també mencionen Rotrou) del cronista Jerónimo Zurita y Castro. Tanmateix, Zurita l'omet entre l'ajuda transpirenaica de la campanya de Saragossa. D'aquesta manera, Rotrou consta lluitant per a Enric I a Normandia el 1119, amb la qual cosa no podria haver estat participant alhora a la conquesta de Tudela, malgrat que les Cròniques dels reis d'Aragó e comtes de Barcelona el fa el líder durant la conquesta i el primer i governant independent de la ciutat. Tampoc no se'l menciona als documents de la rendició de Tudela.